# Vijaya Lakshmi Pandit
Vijaya Lakshmi Nehru Pandit (Allahabad, Índia, 18 d'agost de 1900 – Dehradun, 1 de desembre de 1990) va ser una diplomàtica i política índia, que exercí d'ambaixadora, de ministra i de Presidenta de l'Assemblea General de les Nacions Unides. Era germana de Jawaharlal Nehru, tia d'Indira Gandhi i bestia de Rajiv Gandhi, tots ells primers ministres de l'Índia.

## Biografia
El pare de Vijaya Lakshmi, Motilal Nehru (1861-1931), era un advocat ric que pertanyia a la comunitat pandit caixmir, va servir dues vegades com a President del Congrés Nacional Indi durant la lluita per la independència. La seva mare, Swaruprani Thussu (1868-1938), que procedia d'una família ben coneguda de brahmanes caixmirs assentada a Lahore, era la segona esposa de Motilal Nehru, que havia enviudat quan la seva dona va morir de part. Va ser la segona de tres fills: Jawaharlal tenia onze anys més que ella (n. 1889), mentre que la seva germana menor, Krishna Hutheesing (n. 1907) va ser una escriptora notable i va escriure diversos llibres sobre el seu germà.
El 1921 es va casar amb Ranjit Sitaram Pandit, un exitós advocat de Maharastra, oriünd de Kathiawar i erudit clàssic que va traduir Rajatarangini, la història èpica de Kalhana, del sánscrit a l'anglès. Va ser arrestat pel seu suport a la independència de l'Índia i va morir a la presó de Lucknow el 1944, deixant vídua i tres filles Chandralekha Mehta, Nayantara Sehgal i Rita Donar. La seva filla, Nayantara Sahgal, que més tard va anar a viure a casa de la seva mare a Dehradun, és una coneguda novel·lista. Gita Sahgal, l'escriptora i periodista sobre temes de feminisme, fonamentalisme i racisme, directora de documentals guanyadors de premis i activista pels drets humans és la seva neta.

## Carrera política

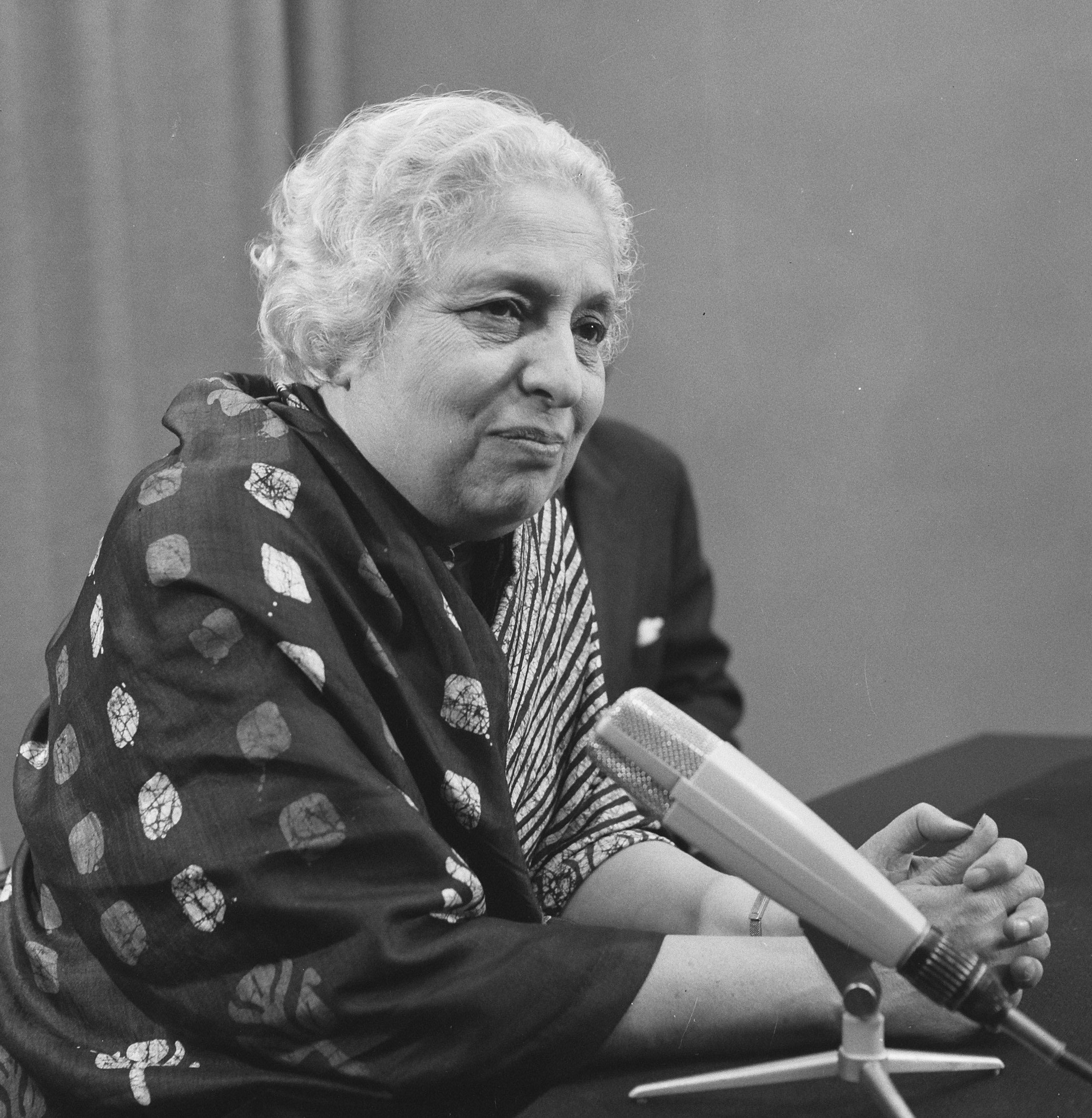
Vijaya Lakshmi Pandit als Països Baixos l'any 1965.

Va ser la primera dona de l'Índia que va ostentar un càrrec al govern. El 1937 va ser escollida per a la legislatura de les Províncies Unides i va ser nomenada Ministra d'Autogovern Local i Salut Pública. Va conservar aquest segon càrrec fins a l'any 1939 i de nou des de 1946 fins a 1947. El 1946 va ser escollida per a l'assemblea constituent de les Províncies Unides.
Després de la independència de l'Índia el 1947 va entrar en el servei diplomàtic i es va convertir en ambaixadora de l'Índia a l'URSS (1947-1949), als Estats Units i Mèxic (1949-1951) a Irlanda (1955 -1961) així com Alta Comissionada de l'Índia al Regne Unit i Espanya (1958 - 1961). Entre 1946 i 1968 va encapçalar la delegació índia a les Nacions Unides. El 1953 es va convertir en la primera dona Presidenta de l'Assemblea General de les Nacions Unides. Per aquest motiu va esdevenir membre honorària de la Germanor Alpha Kappa Alpha el 1978.
A l'Índia, va servir com a governadora de Maharastra de 1962 a 1964 i va ser escollida pel Lok Sabha indi per Phulpur, l'anterior districte electoral del seu germà entre 1964 i 1968. Pandit va ser molt crítica de la seva neboda, Indira Gandhi, després que aquesta es convertís en Primera Ministra de l'Índia el 1966. Pandit es va retirar de la política activa després que les relacions entre elles es tensaren. En retirar-se es va traslladar a Dehradun, a la vall de Doon, en els pujols al peu de l'Himàlaia. Va sortir del seu retir el 1977 per fer campanya contra Indira Gandhi i va contribuir a la victòria del Janata Dal en les eleccions de 1989. Es va escriure que ella pensava presentar-se a la presidència però Neelam Sanjiva Reddy va ser qui s'hi va presentar i va guanyar les eleccions sense oposició.
El 1979 va ser nomenada representant de l'Índia a la Comissió de Drets Humans de les Nacions Unides, després de la qual cosa es va retirar definitivament de la vida pública. Els seus escrits inclouen The Evolution of Índia (1958) i The Scope of Happiness: A Personal Memoir (1979).